# 24587 Kapaneus
A 24587 Kapaneus (ideiglenes jelöléssel 4613 T-2) egy kisbolygó a Naprendszerben. Cornelis Johannes van Houten,  Ingrid van Houten-Groeneveld és Tom Gehrels fedezte fel 1973. szeptember 30-án.
Nevét Kapaneusz görög mitológiai szereplő után kapta.